# العلاقات البريطانية الكندية
العلاقات البريطانية الكندية هي العلاقات بين كندا والمملكة المتحدة لبريطانيا العظمى وأيرلندا الشمالية، وهي علاقات ثنائية بين حكومتيهما، بالإضافة إلى علاقات أوسع في مجالات أخرى، وهي علاقات حميمة ومتعاونة في كثير من الأحيان. يرتبط البلدان بالهجرة المتبادلة، وذلك من خلال التاريخ العسكري المشترك، ونظام حكم مشترك، واللغة الإنجليزية، ودول الكومنولث، وتقاسمهما لنفس رأس الدولة والعاهل. انفصل البلدان اقتصاديًا وسياسيًا على الرغم من الإرث المشترك. لم تكن بريطانيا أكبر شريك تجاري لكندا منذ القرن التاسع عشر. اشترك كلاهما في اتفاقية دفاع (الناتو)، وتدريبات عسكرية متكررة، وذلك بالإضافة إلى كندا التي تستضيف أكبر قاعدة عسكرية بريطانية خارج المملكة المتحدة.

## التجارة والاستثمار
استمرت التجارة الكندية البريطانية في النمو بأعداد مطلقة، وذلك على الرغم من تحول كندا الطويل المدى نحو زيادة التجارة نسبيًا مع الولايات المتحدة. تُعد بريطانيا إلى حد بعيد الشريك التجاري الأكثر أهمية لكندا في أوروبا، وتحتل المرتبة الثالثة من منظور عالمي بعد الولايات المتحدة والصين. وصل إجمالي التجارة الثنائية إلى أكثر من 27.1 مليار دولار كندي في عام 2010، وكانت بريطانيا ثاني أكبر سوق لتصدير السلع في كندا قبل خمس سنوات من ذلك العام. تُعد بريطانيا المصدر الثالث للاستثمار الأجنبي المباشر في كندا، بعد الولايات المتحدة وهولندا، وتستثمر الشركات الكندية بشكل كبير في بريطانيا. بلغ مخزون الاستثمار ذي الاتجاهين حوالي 115 مليار دولار كندي في عام 2010.
اتفق مجلسا مجموعة بورصات لندن وبورصات تورونتو في 9 فبراير عام 2011 على صفقة لدمج الشركتين القابضتين في البورصات؛ وإنشاء مجموعة تبادل رائدة مع أكبر عدد من الشركات المدرجة في العالم، وقيمة سوقية مجمعة تبلغ 3.7 تريليون جنيه استرليني (5.8 تريليون دولار كندي). أُلغي هذا الاندماج في نهاية المطاف في 29 يونيو عام 2011، وذلك عندما أصبح من الواضح أن مساهمي مجموعة تي إم إكس لن يمنحوا موافقة الثلثين المطلوبة.
تعمل كندا وبريطانيا معًا على إجراء مفاوضات من أجل اتفاقية اقتصادية وتجارية شاملة بين كندا والاتحاد الأوروبي. صّدق البرلمان الأوروبي على الاتفاقية، ودخلت حيز التنفيذ بشكل مؤقت منذ عام 2017. استقال مارك كارني من منصب حاكم مصرف كندا في عام 2013 لتولي منصب حاكم مصرف إنجلترا.

### السياحة
زار حوالي 800.000 بريطاني كندا في عام 2004، فأصبحت ثاني أكبر مصدر للسياح في كندا بعد الولايات المتحدة. أنفق الزائرون البريطانيون حوالي مليار دولار كندي أثناء زيارتهم لكندا في نفس العام. كانت بريطانيا الوجهة الدولية الثالثة للسياح الكنديين في عام 2003، بعد الولايات المتحدة والمكسيك، إذ أنفق حوالي 700.000 زائر أكثر من 800 مليون دولار كندي.

## الدفاع والأمن
يملك البلدان تاريخًا طويلًا من التعاون الوثيق في الشؤون العسكرية. قاتلت كندا إلى جانب بريطانيا وحلفائها في الحرب العالمية الأولى. قدم الكنديون من أصل بريطاني، اللذين يشكلون غالبية البلاد، دعمًا واسع النطاق بحجة أنه يتوجب على الكنديين القتال نيابة عن وطنهم الأم. تحدث السير ويلفريد لوريير، على الرغم من كونه فرنسي كندي، عن غالبية الكنديين الإنجليز عندما قال: «من واجبنا أن نُعلِم بريطانيا العظمى، وأن نجعل أصدقاء بريطانيا وأعدائها يعرفون أنه لا يوجد في كندا إلا عقل واحد وقلب واحد، وأن جميع الكنديين وراء الوطن الأم». حاربت كندا مع بريطانيا وحلفائها مرة أخرى في الحرب العالمية الثانية.
كان صليب فيكتوريا أعلى وسام عسكري بريطاني يُمنح لأفراد القوات المسلحة البريطانية والكندية حتى عام 1972. مُنح 81 فردًا من الجيش الكندي (بما في ذلك أولئك من نيوفندلاند) و13 كنديًا يعملون في الوحدات البريطانية هذا الوسام. أنشأت كندا صليب فيكتوريا الخاص بها في عام 1993.
كان كلا البلدين أعضاء في التحالف العسكري أوسكانزوكوس في العصر الحديث بما في ذلك تحالف خمسة أعين لتبادل المعلومات مع الولايات المتحدة وأستراليا ونيوزيلندا؛ وكانا عضوان في الناتو وشاركا في عمليات قوات حفظ السلام التابعة للأمم المتحدة. كانت المناطق الرئيسية للتعاون الدفاعي للبلدين في أفغانستان قبل عام 2011، وتواجدا في مقاطعاتها الجنوبية الخطرة. وفر كلاهما القوة الجوية للتدخل العسكري بقيادة الناتو في ليبيا. ما زال البلدان حلفاء مقربين عسكريًا، ولكن لم يعد من المؤكد ما إذا كانت كندا ستحذو حذو بريطانيا في الصراعات الدولية.

## الهجرة

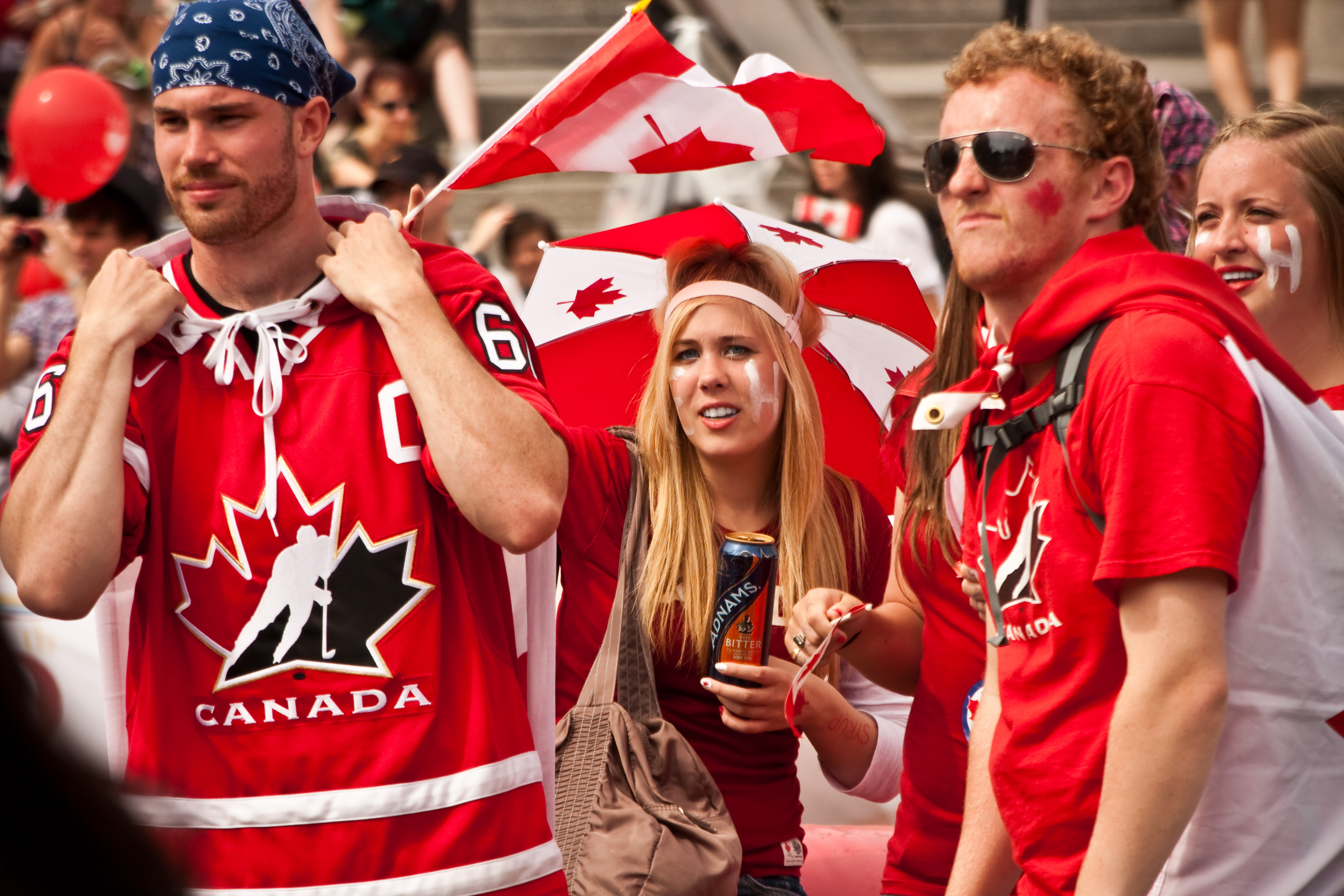
جانب من احتفالات اليوم الوطني الكندي في ميدان ترفلغار بلندن

ظلت بريطانيا واحدة من أكبر مصادر كندا للمهاجرين، والأكبر عادة، منذ غزو فرنسا الجديدة حتى عام 1966. استمرت الهجرة البريطانية إلى كندا ولكن على مستوى أقل منذ عام 1967، وذلك عندما تغيرت القوانين الكندية لإزالة التفضيلات التي أُعطيت للبريطانيين والأوروبيين الآخرين. بقي الناس من أصل بريطاني يشكلون أكبر مجموعة عرقية في كندا، وذلك عند جمع الدول المكونة للمملكة المتحدة (إنجلترا وويلز واسكتلندا وأيرلندا الشمالية) معًا. كان هناك 579.620 شخصًا من أصل بريطاني يعيشون في كندا في عام 2005، وشكلوا 1.9% من سكان كندا.
سافر الكنديون إلى بريطانيا عبر التاريخ لتطوير حياتهم المهنية أو دراساتهم إلى مستويات أعلى مما يمكنهم في وطنهم الأم. كانت بريطانيا المتروبل (المستعمرة) الذي انجذب إليه الكنديون، ولكن هذه الوظيفة تلاشت بشكل كبير مع تطور الاقتصاد والمؤسسات الكندية. قدر مكتب الإحصاءات الوطنية في عام 2009 وجود 82000 شخص من أصل كندي في بريطانيا. كان ذلك ثالث أكبر تجمّع في الشتات الكندي في عام 2012، وذلك بعد تجمع الكنديين في الولايات المتحدة وهونغ كونغ.
كان هناك دعم متزايد لفكرة حرية التنقل بين بريطانيا وكندا وأستراليا ونيوزيلندا في السنوات الأخيرة، وذلك مع قدرة المواطنين على العيش والعمل في أي من البلدان الأربعة السابقة، وذلك مثل ترتيب السفر بين أستراليا ونيوزيلندا.

## الدبلوماسية

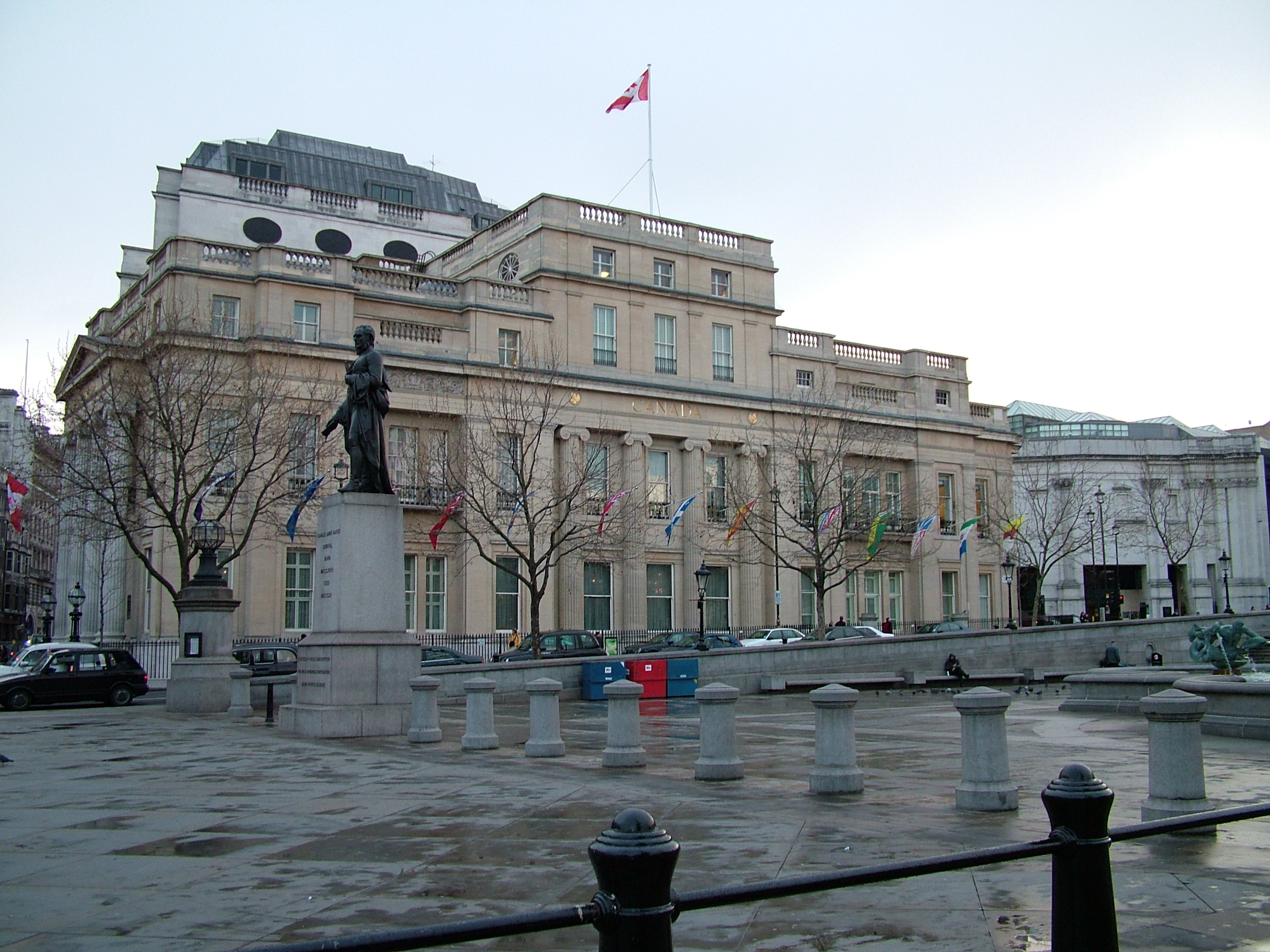
Canada House في لندن: رمز للعلاقات الدبلوماسية العريقة بين كندا والمملكة المتحدة

تُدعَم العلاقات السياسية المعاصرة بين لندن وأوتاوا من قبل حوار ثنائي قوي على مستوى رؤساء الحكومة والوزراء وكبار المسؤولين. يشترك البلدان كعالمي كومنولث في نفس الملك، الملك تشارلز الثالث، ويُعدان عضوان نشطان في دول الكومنولث. ألقى رئيس الوزراء البريطاني ديفيد كاميرون خطابًا مشتركًا أمام البرلمان الكندي في عام 2011، وخاطب رئيس الوزراء الكندي ستيفن هاربر مجلسي البرلمان البريطاني في عام 2013.
تحتفظ كندا بمفوضية عليا في لندن، وتحتفظ المملكة المتحدة بدورها بمفوضية عليا في أوتاوا، وذلك إلى جانب القنصليات العامة في تورونتو ومونتريال وكالغاري وفانكوفر. سعت كندا في السنوات الأخيرة إلى تعاون أوثق مع الكومنولث، وذلك مع الإعلان في عام 2012 عن بعثات دبلوماسية مشتركة مع المملكة المتحدة، وبنية توسيع المخطط ليشمل أستراليا ونيوزيلندا اللذان يشتركان في نفس رئيس الدولة مع كندا.
وقعت كندا والمملكة المتحدة على مذكرة تفاهم بشأن التعاون الدبلوماسي في سبتمبر عام 2012، والتي تعزز مشاركة السفارات، وتوفير الخدمات القنصلية، والاستجابة للأزمات المشتركة. انتقد بعض السياسيين الكنديين المشروع لأنه يعطي مظهرًا لسياسة خارجية مشتركة، ونظر إليه الكثيرون في المملكة المتحدة كبديل وثقل موازن لتكامل الاتحاد الأوروبي.

## مقارنة بين البلدين
هذه مقارنة عامة ومرجعية للدولتين:
| وجه المقارنة                                              | المملكة المتحدة                 | كندا                     |
| --------------------------------------------------------- | ------------------------------- | ------------------------ |
| المساحة (كم2)                                             | 242.50 ألف                      | 9.98 مليون               |
| عدد السكان (نسمة)                                         | 66.02 مليون                     | 35.70 مليون              |
| الكثافة السكانية (ن./كم²)                                 | 272.25                          | 3.58                     |
| العاصمة                                                   | لندن                            | أوتاوا                   |
| اللغة الرسمية                                             | لغة إنجليزية، اللغة الويلزية    | لغة إنجليزية، لغة فرنسية |
| العملة                                                    | جنيه إسترليني                   | دولار كندي               |
| الناتج المحلي الإجمالي (بليون دولار)                      | 2.62 تريليون                    | 1.65 تريليون             |
| الناتج المحلي الإجمالي (تعادل القوة الشرائية) بليون دولار | 2.72 تريليون                    | 1.59 تريليون             |
| الناتج المحلي الإجمالي الاسمي للفرد دولار أمريكي          | 43.88 ألف                       | 43.25 ألف                |
| الناتج المحلي الإجمالي للفرد دولار أمريكي                 | 40.23 ألف                       | 45.07 ألف                |
| مؤشر التنمية البشرية                                      | 0.907                           | 0.913                    |
| رمز المكالمات الدولي                                      | +44                             | +1                       |
| رمز الإنترنت                                              | .uk، .gb                        | .ca                      |
| المنطقة الزمنية                                           | توقيت غرينيتش، توقيت غرب أوروبا |                          |

## مدن متوأمة
في ما يلي قائمة باتفاقيات التوأمة بين مدن بريطانية وكندية:
- ترتبط ليمينغتون سبا مع ليمينغتون باتفاقية توأمة منذ 1969.[23][23][23][23]
- ترتبط كوفنتري مع غرانبي باتفاقية توأمة منذ 1959.
- ترتبط بيرث مع بيرث [الإنجليزية]‏ باتفاقية توأمة منذ 1956.[24]
- ترتبط إدنبرة مع فانكوفر باتفاقية توأمة منذ 1989.[25][25][25][25]

## منظمات دولية مشتركة
يشترك البلدان في عضوية مجموعة من المنظمات الدولية، منها:
| علم المنظمة | اسم المنظمة                                   | تاريخ انضمام المملكة المتحدة | تاريخ انضمام كندا |
| ----------- | --------------------------------------------- | ---------------------------- | ----------------- |
|             | منظمة الأمن والتعاون في أوروبا                | 25 يونيو 1973                | 25 يونيو 1973     |
|             | منظمة التعاون الاقتصادي والتنمية              | 2 مايو 1961                  | ?                 |
|             | مركز تنسيق الحركة في أوروبا ‏                  | ?                            | ?                 |
|             | نظام تحكم تكنولوجيا القذائف                   | 1987                         | 1987              |
|             | المنظمة الهيدروغرافية الدولية                 | ?                            | ?                 |
|             | حلف شمال الأطلسي                              | 4 أبريل 1949                 | 4 أبريل 1949      |
|             | الوكالة الدولية للطاقة                        | ?                            | ?                 |
|             | Combined Communications-Electronics Board ‏    | ?                            | ?                 |
|             | منظمة الشرطة الجنائية الدولية                 | ?                            | ?                 |
|             | منظمة التجارة العالمية                        | 1995                         | ?                 |
|             | الاتحاد الدولي للاتصالات                      | 24 فبراير 1871               | 1 يوليو 1908      |
|             | دول الكومنولث                                 | 11 ديسمبر 1931               | ?                 |
|             | ABCANZ Armies ‏                                | ?                            | ?                 |
|             | منظمة حظر الأسلحة الكيميائية                  | ?                            | ?                 |
|             | الأمم المتحدة                                 | 24 أكتوبر 1945               | 9 نوفمبر 1945     |
|             | البنك الدولي للإنشاء والتعمير                 | 27 ديسمبر 1945               | 27 ديسمبر 1945    |
|             | برنامج التعاون التقني ‏                        | ?                            | ?                 |
|             | الفريق المعني برصد الأرض                      | ?                            | ?                 |
|             | اتفاقية السماوات المفتوحة                     | ?                            | ?                 |
|             | مجموعة أستراليا                               | 1985                         | 1985              |
|             | مجموعة العشرين                                | 26 سبتمبر 1999               | ?                 |
|             | مجموعة الموردين النوويين                      | ?                            | ?                 |
|             | مؤسسة التنمية الدولية                         | 24 سبتمبر 1960               | 24 سبتمبر 1960    |
|             | يونسكو                                        | 4 نوفمبر 1946                | 4 نوفمبر 1946     |
|             | بنك التنمية الآسيوي                           | 1966                         | 1966              |
|             | مؤسسة التمويل الدولية                         | 20 يوليو 1956                | 20 يوليو 1956     |
|             | بنك التنمية الكاريبي ‏                         | ?                            | ?                 |
|             | Five Eyes Air Force Interoperability Council ‏ | ?                            | ?                 |
|             | المركز الدولي لتسوية المنازعات الاستشارية     | 18 يناير 1967                | 1 ديسمبر 2013     |
|             | مجموعة الثماني                                | ?                            | ?                 |
|             | وكالة ضمان الاستثمار متعدد الأطراف            | 12 أبريل 1988                | 12 أبريل 1988     |
|             | البنك الإفريقي للتنمية                        | ?                            | ?                 |
|             | الاتحاد البريدي العالمي                       | ?                            | ?                 |
|             | AUSCANNZUKUS ‏                                 | ?                            | ?                 |

## أعلام
هذه قائمة لبعض الشخصيات التي تربطها علاقات بالبلدين:
- آفان جوجيا (ممثل كندي، 9 فبراير 1992 – )
- أوين هارغريفز (لاعب كرة قدم إنجليزي، 20 يناير 1981[43] – )
- جوشوا سلوكم (20 فبراير 1844[44][45][46] – 14 نوفمبر 1909[44][45][46])
- ريكي جيرفيه (كوميديان إنجليزي وممثل ومنتج ومخرج وموسيقي وكاتب ومقدم إذاعي سابق، 25 يونيو 1961[47][48] – )
- سكوت سبيدمان (1 سبتمبر 1975[49][50] – )
- كاميلا دوقة كورنوال (17 يوليو 1947[51][52] – )
- كريستوفر بلامر (ممثل كندي، 13 ديسمبر 1929[53][54][55] – )
- كوبي سمولدرز (3 أبريل 1982[56] – )
- مارتن شورت (26 مارس 1950[57][58][59] – )
- واين جريتزكي (26 يناير 1961[60] – )

## وصلات خارجية
- موقع وزارة الخارجية البريطانية
- موقع وزارة الخارجية الكندية